# Kungälvs kommunvapen
Blasoneringen för Kungälvs kommunvapen är I fält av silver en av en vågskura bildad blå stam och däröver ett krenelerat porttorn med två valvbågar, åtföljd till höger av ett svärd och till vänster av ett mot porttornet upprest lejon, alla röda.
Detta vapen har tidigare förts av Kungälvs stad och är baserat på stadens medeltida sigill. Lejonet kommer mest sannolikt från Norges riksvapen. Bohusläns landskapsvapen bygger på Kungälvs vapen. Även staden Marstrand hade ett vapen vars giltighelt upphörde när båda städerna blev en del av  Kungsälvs kommun 1971. Den nya kommunen valde att föra den gamla staden Kungälvs vapen oförändrat.

Kungälvs stad (1951–1970) Kungälvs kommun (1971-)
Marstrands stad (?–1970)